# Hugh White (strateg)
Hugh White (ur. 1953) – profesor studiów strategicznych w Centrum Studiów Strategicznych i Obrony Australijskiego Uniwersytetu Narodowego w Canberze w Australii, wieloletni analityk obrony i wywiadu oraz autor wielu prac na temat strategii wojskowej i stosunków międzynarodowych. Był zastępcą sekretarza ds. Strategii i danych wywiadowczych w australijskim Departamencie Obrony od 1995 do 2000 r. i zastępcą dyrektora  Australijskiego Instytutu Polityki Strategicznej (ASPI).  Jego książka Jak bronić Australii (How to defend Australia, wyd. 2019) wywołała wiele dyskusji w związku z propozycją rozważenia ponownego uzbrojenia Australii w broń jądrową.

## Życiorys
Jako badacz w dziedzinie badań strategicznych White ma znaczącą pozycję w Australii. Magazyn Crickey sklasyfikował go w 2012 na siódmym miejscu wśród wpływowych myślicieli w Australii. Na początku 2010 roku White zyskał znaczny rozgłos w australijskich mediach dzięki regularnym komentarzom w australijskiej gazecie „Sydney Morning Herald” i licznym występom telewizyjnym. Duża część jego pracy intelektualnej jest prezentowana w artykułach pisanych dla The Strategist od 2012 roku.
W 2010 r. White opublikował "The China Choice: Dlaczego powinniśmy dzielić władzę". Praca ta była dyskutowana w Australii, a także zyskała pozytywne komentarze na całym świecie, w tym od dziennikarza i stratega Roberta D. Kaplana, New York Times, Financial Times i New York Review of Books. Centralnym argumentem przytoczonym w książce White'a jest to, że powinien mieć miejsce koncert mocarstw w Azji, tak jak było to w Europie w XIX wieku. Uważa on, że pewnego dnia decydenci w Australii będą musieli zdecydować, czy opowiedzieć się po stronie USA czy Chin.
W „China Choice” White twierdzi, że wojna w Wietnamie ostatecznie przyniosła korzyści regionowi azjatyckiemu, ponieważ pokazała, jak wiele USA zrobiłyby, by zabezpieczyć swoją supremację nad Chinami. White publicznie argumentował, że Australia musi radykalnie zwiększyć swoje zdolności morskie, aby nie utraciła znaczenia w Azji.
White opowiadał się także za ponownym rozważeniem zasadności decyzji rządu Tony'ego Abbotta  co do zawarcia przez Australię umowy z Japonią na budowę floty okrętów podwodnych nowej generacji. White uważał, że należy uwzględnić możliwe negatywne implikacje takiej umowy dla stosunków Australia-Chiny. W zamian za to proponował zawarcie umowami z Francją lub Niemcami. 
White uważa, że Australia jest kluczowym graczem w regionie azjatyckim, choć ostrzega, że australijskie władze lekceważą chińskie dążenia, by zdominować region politycznie, a nie tylko gospodarczo.

## Wątki polskie
W Polsce jego twórczość popularyzuje m.in. Jacek Bartosiak. Prof. Hugh White był gościem w Polsce w październiku 2019 roku, wskazując m.in. na podobieństwa pomiędzy Australią i Polską, które mimo innego położenia geostrategicznego, zmuszone są dopasowywać swoje planowanie strategiczne do dynamiki zmian w rywalizacji amerykańsko- chińskiej.